# Pinuccio Sciola
Pinuccio Sciola (né en 1942 à San Sperate en Sardaigne et mort le 13 mai 2016 à Cagliari) est un sculpteur italien.

## Biographie

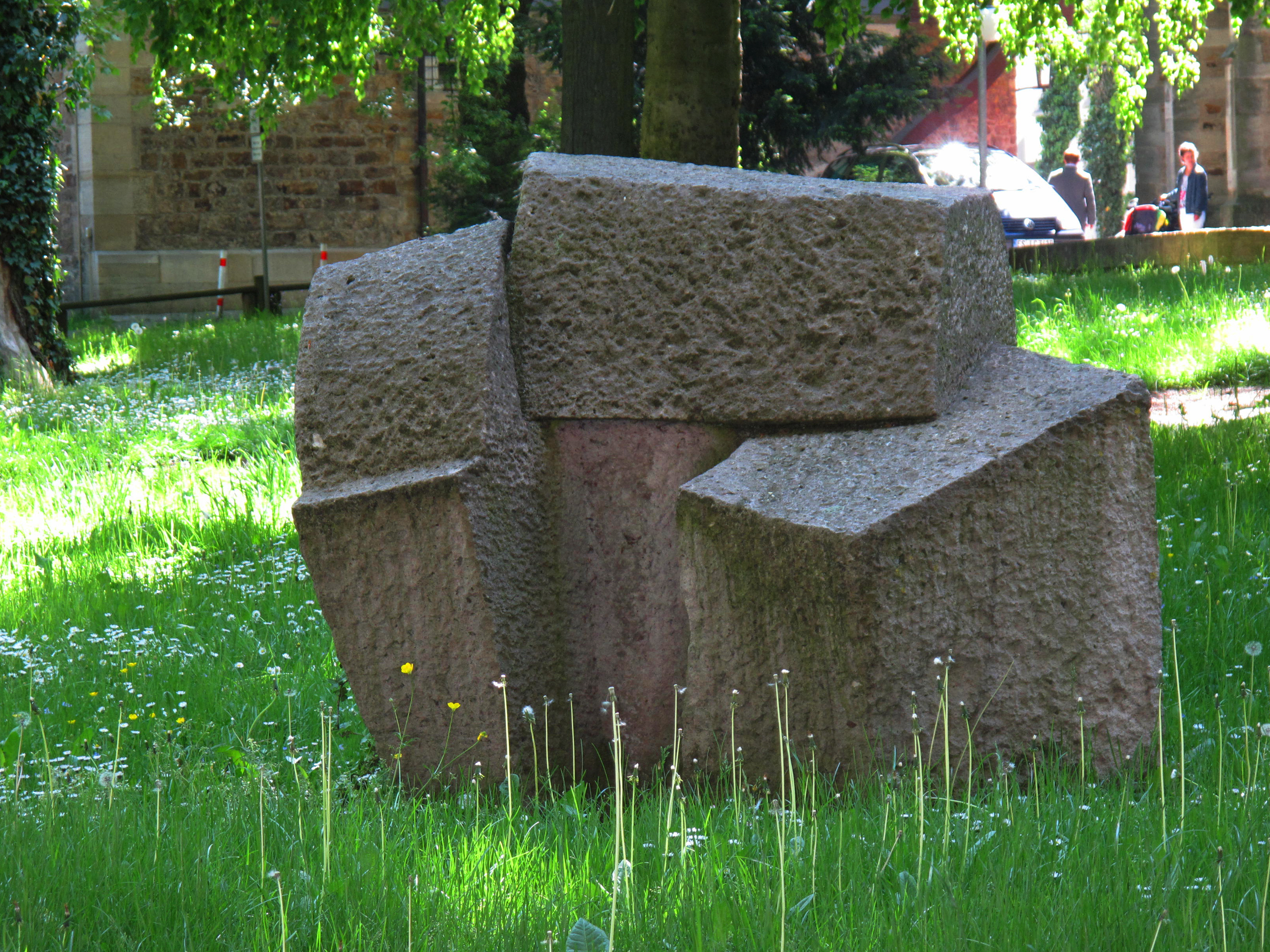
Sciolastein, Bade-Wurtemberg.

Après des études en Italie, Autriche et Espagne, Pinuccio Sciola rencontre David Alfaro Siqueiros au Mexique. Il a beaucoup contribué dans les années 1970 à l'activité des murales et à la célébrité de sa ville pour cette forme d'art.
Son activité principale est cependant la sculpture pour laquelle il se sent une affinité particulière : les pierres sonores sorte de grand menhirs en calcaire ou basalte, réminiscence des structures de pierres de l'âge de fer: nuraghe ces pierres antiques érigées, encore présentes en Sardaigne.
Reconnu comme un artiste de dimension internationale, ses travaux sont dans de nombreux espaces publics et musées d'art moderne.
Ses recherches l'ont porté vers une musicalité de la pierre. Depuis 1996, ses sculptures dites pierres sonores  font l’objet d’installations et de concerts dans le monde entier: en 2002 une installation permanente à l’Auditorium Parco della Musica de Rome, une autre installation a été inaugurée en septembre 2003 sur la place de la basilique à Assise.

## Expositions, une sélection
- 2004, Éloge de la nature au jardin du Luxembourg à Paris.
- Les feuilles mortes, hommage de Pinuccio Sciola à Jacques Prévert.

Les feuilles de pierre sont à l’image de la poésie de Prévert, le vent ne les emporte pas… P. Sciola. À la fin de l’exposition, le sculpteur a fait don des sculptures pour une installation permanente dans le jardin de la maison de Prévert à Omonville-la-Petite. 
Deux feuilles seront déposées sur la tombe de Jacques Prévert.